# حزب حرکت دموکرات مالزی
حزب حرکت دموکرات(پارتی تینداکان دموکراتیک) (به انگلیسی: Democratic Action Party) بزرگ‌ترین حزب اپوزیسیون سوسیالیست و سکولار در کشور مالزی است.
رای‌دهندگان سنتی این حزب معمولاً از جمعیت غیرمسلمان و بیشتر از مناطقی همچون پنانگ، پراک و ساراواک هستند.